# Квитка, Андрей Фёдорович
Андрей Фёдорович Квитка (25 ноября 1774 — 06 апреля 1844) — русский государственный деятель, псковский губернатор, тайный советник. Из дворян Харьковской губернии (см. Квитки). Брат писателя Г. Ф. Квитка-Основьяненко.

## Военная служба
- В 1785 году записан унтер-офицером в лейб-гвардии Преображенский полк;
- 1 января 1793 года — ротмистр в легкоконном полку;
- 9 мая 1793 года переведён секунд-майором в Нежинский карабинерный полк;
- 6 июля 1796 года произведён в премьер-майоры;
- 20 сентября 1796 года уволен от службы.

## Гражданская и военная служба
- 01.01.1805 — судья Харьковского уездного суда;
- 26.12.1806 — Харьковский уездный начальник ополчения;
- 04.08.1807 — бригадный командир;
- 06.12.1807 — уволен из Ополчения с награждением мундиром и золотой медалью;
- 01.01.1808 — избран Харьковским уездным предводителем дворянства;
- 10.05.1808 — избран Харьковским губернским предводителем дворянства;
- 13.06.1808 — произведён в полковники; в 1811 и 1813 годах  переизбирался в губернские предводители.

## Гражданская служба
- 13.07.1814 —  пожалован в коллежские советники;
- 11.12.1816 —  переизбран в губернские предводители;
- 13.07.1818 — статский советник;
- 26.09.1819  — переизбран в губернские предводители;
- 26.09.1822  — переизбран в губернские предводители; 03.06.1823 г. получил Высочайшее благоволение за труды по открытию Харьковского кадетского корпуса;
- 26.09.1825 — в седьмой раз подряд избран в губернские предводители; 22.08.1826 г. — присутствовал на коронации;
- 12.09.1826 — назначен Псковским гражданским губернатором;
- 29.10.1827 — действительный статский советник; 19.12.1828  — объявлено Высочайшее благоволение;
- 04.01.1830 — по прошению уволен от должности;
- 01.01.1832 — в восьмой раз избран в Харьковские губернские предводители дворянства;
- 07.06.1834 — избран почётным членом Харьковского университета;
- 05.10.1834 — переизбран в губернские предводители;
- 11 февраля 1835 — пожалован в звание сенатора;
- 1836 — произведён в тайные советники.

4 февраля 1837 вышел в отставку. Умер 06.04.1844 г., похоронен под Предтеченской церковью в селе Основа Харьковского уезда.

## Семья и дети
Жена: Бердяева Елизавета Николаевна, дочь генерал-лейтенанта Н. М. Бердяева. Дети:
- Мария Андреевна. Родилась в 1811году.
- Валериан Андреевич Квитко (укр, Квітка) (06.03.1812— 28.03.1871).

## Награды
- 15.10.1817 — орден Св. Анны 2-й степени;
- 14.03.1819 — орден Св. Владимира 4-й степени;
- 13.04.1822 — орден Св. Владимира 3-й степени;
- 22.08.1837 — Знак «XXXV лет беспорочной службы» на Андреевской ленте.

## Земельные владения
После уступки братом Григорием — единоличный владелец села Основа. В 1837 г. за ним состояло 600 душ крепостных крестьян в Харьковском уезде и 200 душ крестьян, переведённых из Харьковской губернии на приобретенную пустую землю (1800 десятин) в Павлоградском уезде Екатеринославской губернии.